# Sandy Mayer
Alexander Mayer, detto Sandy (Flushing, 5 aprile 1952), è un ex tennista statunitense.
Anche suo fratello Gene è stato un tennista.

## Carriera
Da giovane frequenta l'Università di Stanford dove si laurea nel 1973 e dove ottiene un titolo NCAA nel singolare. Nello stesso anno ottiene il migliore risultato in singolare nei tornei dello Slam: a Wimbledon, grazie anche al boicottaggio di molti tennisti, riesce ad arrivare fino alle semifinali dove viene sconfitto da Aleksandre Met'reveli in quattro set. Nel torneo londinese raggiungerà i quarti di finale nel 1978 e nel 1983 dimostrando un'ottima familiarità con i campi in erba. In carriera conquista trentacinque titoli di cui ventiquattro nel doppio, i più importanti sono Wimbledon '75 e il Roland Garros '79. Raggiunge inoltre le prime dieci posizioni in classifica in entrambe le specialità.

## Statistiche

### Singolare

#### Vittorie (11)
| Nr. | Anno | Torneo                             | Superficie  | Avversario in finale | Risultato               |
| 1.  | 1973 | ATP Birmingham, Birmingham         | Cemento     | Charles Owens        | 6-4, 7-6                |
| 2.  | 1974 | Baltimore WCT, Baltimora           | Sintetico   | Clark Graebner       | 6–2, 6–1                |
| 3.  | 1974 | Paramus Indoor, Paramus            | Indoor      | Jürgen Fassbender    | 6–1, 6–3                |
| 4.  | 1974 | Tennis South Invitational, Jackson | Sintetico   | Karl Meiler          | 7–6, 7–5                |
| 5.  | 1977 | Little Rock Open, Little Rock      | Sintetico   | Haroon Rahim         | 6–2, 6–4                |
| 6.  | 1977 | Hampton Grand Prix, Hampton        | Sintetico   | Stan Smith           | 4–6, 6–3, 6–2, 1–6, 6–3 |
| 7.  | 1977 | Stockholm Open, Stoccolma          | Cemento (i) | Raymond Moore        | 6–2, 6–4                |
| 8.  | 1978 | St. Louis WCT, Saint Louis         | Sintetico   | Eddie Dibbs          | 7–6, 6–4                |
| 9.  | 1981 | Bologna Indoor, Bologna            | Sintetico   | Ilie Năstase         | 7–5, 6–3                |
| 10. | 1982 | ATP Cleveland, Cleveland           | Cemento     | Robert Van't Hof     | 7–5, 6–3                |
| 11. | 1983 | Allianz Suisse Open Gstaad, Gstaad | Terra rossa | Tomáš Šmíd           | 6–0, 6–3, 6–2           |

#### Finali perse (10)
| Nr. | Anno | Torneo                                     | Superficie  | Avversario in finale | Risultato          |
| 1.  | 1973 | Baltimore WCT, Baltimora                   | Cemento (i) | Jimmy Connors        | 4–6, 5–7           |
| 2.  | 1974 | ATP Birmingham, Birmingham                 | Sintetico   | Jimmy Connors        | 5–7, 3–6           |
| 3.  | 1975 | Hawaiian Open, Maui                        | Cemento     | Jimmy Connors        | 1–6, 0–6           |
| 4.  | 1975 | Hong Kong Open, Hong Kong                  | Cemento     | Tom Gorman           | 3–6, 1–6, 1–6      |
| 5.  | 1977 | San Jose                                   | Cemento     | Jiří Hřebec          | 6–3, 4–6, 5–7      |
| 6.  | 1980 | Surrey Grass Court Championships, Surbiton | Erba        | Brian Gottfried      | 3–6, 3–6           |
| 7.  | 1981 | Countrywide Classic, Los Angeles           | Cemento     | John McEnroe         | 7–6, 3–6, 3–6      |
| 8.  | 1981 | Cologne Grand Prix, Colonia                | Cemento (i) | Ivan Lendl           | 3–6, 3–6           |
| 9.  | 1981 | Stockholm Open, Stoccolma                  | Cemento (i) | Gene Mayer           | 4–6, 2–6           |
| 10. | 1982 | Mercedes Cup, Stoccarda                    | Terra rossa | Ramesh Krishnan      | 7–5, 3–6, 3–6, 6–7 |